# Argoplia glaberrimus
Argoplia glaberrimus är en skalbaggsart som beskrevs av Hermann Burmeister 1844. Argoplia glaberrimus ingår i släktet Argoplia och familjen Melolonthidae. Inga underarter finns listade.